# Allà on els arbres canten
Allà on els arbres canten és un llibre escrit per l'autora Laura Gallego García. Aquest llibre va guanyar el Premi Nacional de la Literatura Infantil i Juvenil concedit pel Ministeri d'Educació, Cultura i Esports l'any 2012. La trama està molt ben pensada on els principals personatges són la Viana, l'Uri i el Llop; on dintre d'aquesta història sorgirà amor, guerra, venjança, victòria, impotència, tristesa...

## Argument
La Viana, filla del duc, està promesa amb el jove Robian de Castellmar. Els dos es coneixen els uneix una relació d'amor i companyerisme.
L'amenaça de guerra imminent fa que els homes del reialme es preparin per al combat i abandonin els castells i les dones. Robian i el pare de Viana marxaran al camp de batalla i la deixaran sola esperant el seu retorn.
La seva vida de color rosa canviarà, però, quan durant la celebració del solstici d'hivern, aparegui en Llop per anunciar a la cort que els bàrbars de les estepes estan a punt d'envair les terres de Nòrtia.
Amb el pas del temps i les males notícies que arriben del front, es veurà obligada a agafar les cordes de la seva vida abandonant les comoditats de la cort. Viana descobrirà si les llegendes que s'expliquen del Gran Bosc són certes.